# Stausee Kamtschija
Der Stausee Kamtschija (bulgarisch язовир Камчия) liegt in Bulgarien im östlichen Teil des Balkangebirges. Der Stausee Kamtschija hat seine Namen vom Fluss Kamtschija, den er in seinem Unterlauf aufstaut. Der Stausee versorgt mit Wasser die Großstadt Burgas.